# NTT Group BIBLIOTHECA 〜THE WEEKEND LIBRARY〜
『NTT Group BIBLIOTHECA 〜THE WEEKEND LIBRARY〜』（エヌ・ティ・ティ・グループ・ビブリオシカ〜ザ・ウィークエンド・ライブラリー〜）は、2022年4月2日からJ-WAVEで放送されているラジオ番組である。

## 概要
著作家の山口周とタレントの長濱ねるが本を通して未来へのヒントを探す番組。
「週末にオープンする図書館」をコンセプトに、館長の山口と司書の長濱が毎回テーマに沿って、よりよい生き方や社会を照らすヒントとなる多様な本をピックアップし、さまざまな課題や問題を抱える現代社会を紐解きながら、リスナーに解りやすく解説していく。
番組タイトルの「bibliotheca」は、「library（図書館）」の語源となるラテン語である。

## ナビゲーター
- 山口周[4]
- 長濱ねる[5]

## 放送時間
- 毎週土曜 15:00 - 15:54 (JST)

## コーナー
KEY TO TOMORROW
今気になるキーワード、未来を照らす言葉を図書館の蔵書を総動員して解りやすく解説するコーナー。
BOOK SHARING
毎週、各界の著名人がこの図書館にふさわしい1冊を紹介するコーナー。
RARE COLLECTION
図書館の膨大なCD・LPコレクションから他ではめったに聴くことのできないレア音源を特別に試聴するコーナー。

## 備考
自然エネルギーによって発電された「グリーン電力」を使用して番組が制作されている。